# Adrian Marthaler
Adrian Marthaler (* 6. Dezember 1947 in Zürich) ist ein Schweizer Fernseh- und Opernregisseur und Regisseur von Musikfilmen.

## Leben und Werk
Adrian Marthaler brach sein Studium der Germanistik und Slawistik an der Universität Zürich mangelndem Interesse 1971 ab. Nach einem Aushilfsjob an einem kleinen Theater wirkte er als Regieassistent unter der Leitung des damaligen Chefdramaturgen beim Fernsehen. 1971 begann er eine sechsjährige Ausbildung zum Fernsehregisseur.
Von 1977 bis 1995 arbeitete er als Autor und Regisseur beim SF und dem DRS. Seine Laufbahn als Fernsehregisseur begann 1977 als Kameraassistent in dem Film Tauwetter von Markus Imhoof. Für das Schweizer Fernsehen realisierte er mehr als 50 Musikfilme, von welchen viele mit Filmpreisen ausgezeichnet wurden. Der Musikfilm Mahlers Sechste wurde 1997 auf dem Internationalen Festival für Musik und Film und in Biarritz auf dem Festival International de Programmes Audiovisuels gezeigt. 1998 war Marthaler am Film Taraf De Haidouks beteiligt, einen Dokumentarfilm in Schwarzweiß über die rumänische Gypsie Band, den Thomas Grimm für das Schweizer Fernsehen (SRF) drehte. Der Film Unvollendete über Schuberts Sinfonie in h-moll, den er 1998 in Apulien drehte, wurde 2000 beim New York Festival mit der Silbermedaille ausgezeichnet.
In der Spielzeit 1997/98 hatte Marthaler sein Debüt als Opernregisseur in Charles Gounods Faust am Stadttheater St. Gallen. 2008 war er für das szenische Arrangement des erfolgreichen Fernsehevents La Traviata im Hauptbahnhof Zürich verantwortlich, das live vom Schweizer Fernsehen und Arte übertragen wurde.
2007 gab er seine Tätigkeit beim Schweizer Fernsehen als Leiter der Abteilung Kultur auf, um als freier Regisseur zu arbeiten. 2010 führte er zum ersten Mal Regie am Opernhaus Zürich in Rossinis Oper Guillaume Tell. 2013 inszenierte er bei den Salzburger Festspielen Mozarts Oper Die Entführung aus dem Serail.
Adrian Marthaler ist der ältere Bruder des Regisseurs Christoph Marthaler.

## Rezeption
1991 produzierte das DRS den Film-Essay Die Bilder des Adrian Marthaler (Regie Harro Eisele), in dem verschiedene Musikjournalisten und -wissenschaftler die Arbeit von Marthaler kommentieren. Er wurde 2008 unter dem Titel Musik zum Sehen vom ZDF ausgestrahlt.

## Preise und Auszeichnungen (Auswahl)
- 1980: Zürcher Radio- und Fernsehpreis für Klavier-Concertino von Arthur Honegger mit dem Radio-Sinfonieorchester Basel
- 1980: Prix de la Jeunesse München, für das „Kindergartenkonzert“

## Filmografie
- 1978–1986: Karussell (Fernsehserie) – Regie
- 1991: Bolero (Maurice Ravel) – Regie
- 1997: Mahlers Sechste – Direktor/Autor[3]
- 1998: Traf De Haidouks (Fernsehspecial) – redaktioneller Mitarbeiter
- 2013: Die Entführung aus dem Serail (Fernsehfilm) – Regie